# Difuzarea inovației

Graficul evoluției difuzării inovației

Succesul comercial al inovației depinde foarte mult de ultimele faze ale procesului de inovare: dezvoltarea inovației și difuzarea inovației. O lucrare de referință în acest domeniu este manualul lui Everett M. Rogers (1962, 2005), Diffusion of Innovations.
Difuzarea inovației este definită de Everett M. Rogers ca fiind "procesul prin care o inovație este comunicată prin anumite canale, în timp, printre membrii unui sistem social". Prin această definiție, procesul de difuzare constă din patru elemente esențiale: inovația, canalele de comunicare, timpul și sistemul social. În conexiune directă cu difuzarea inovației se află procesul de adoptare a inovației care constituie succesiunea de evenimente, începând cu conștientizarea consumatorilor asupra noilor produse inovative, conducând la o utilizare de probă și culminând cu utilizarea completă și regulată a noului produs, fie de către consumatori finali, fie de către firme utilizatoare.
Teoria difuzării inovației a început să fie dezvoltată în decada anilor 1950. În acea perioadă, guvernul SUA a dorit să cunoască cum și de ce au adoptat fermierii unele inovații în agricultură (de exemplu, porumbul hibrid, fertilizanți chimici etc.), de aceea a finanțat o cercetare care a explorat de ce unele persoane adoptă noile idei, iar altele sunt refractare. Lucrarea lui E.M. Rogers asupra difuzării inovațiilor a fost o parte a acestei explorări. Primul studiu empiric asupra difuzării tehnologiei a fost elaborat de Griliches (1957), asupra difuzării porumbului hibrid în Vestul Mijlociu al SUA. Lucrarea mai sus menționată a lui Rogers, publicată inițial în 1962, a format o bază pentru înțelegerea inovațiilor, a modului de adoptare a acestora, a factorilor sociali care sprijină adoptarea și a modului în care inovațiile se propagă în grupurile sociale. Totuși, trebuie menționat că, sub aspect istoric, bazele paradigmei difuzării inovațiilor au fost puse de Bryce Ryan și Neal C.Gross într-o lucrare din 1943 în care s-a constatat că diferitele contacte sociale, interacțiunea socială și comunicarea interpersonală sunt influențe importante asupra comportării în adoptarea inovației. Teoria difuzării inovației a fost aplicată la subiecte foarte diferite: inovații ale fermierilor, practici de planificare familială, tehnologie medicală, inovarea politicilor etc.

## Caracteristici ale inovației
Au fost întreprinse ample cercetări pentru a încerca să se identifice factorii care afectează rata și gradul de adoptare a unei inovații de către piețe. Rogers (op. cit.) a identificat cinci caracteristici ale inovației care influențează adoptarea unei inovații particulare:
- avantajul relativ al inovației;
- compatibilitatea;
- complexitatea inovației;
- posibilitatea de experimentare (denumită și divizibilitate);
- observabilitatea (denumită și comunicabilitate).

Avantajul relativ este gradul în care inovația  este percepută ca fiind mai bună decât produsul pe care îl înlocuiește sau decât produsele concurente. Avantajul relativ se măsoară de obicei prin termeni economici, de exemplu costul sau recuperarea financiară egală cu investiția inițială, însă se pot folosi și factori non-economici ca satisfacția, prestigiul social sau comoditatea.
Compatibilitatea este gradul în care o inovație este percepută a fi compatibilă cu valorile existente, experiența și necesitățile adoptatorilor potențiali. Există două aspecte distincte ale compatibilității: competențele și practicile existente, apoi valorile și normele sociale existente. Rogers (op.cit.) citează cazul utilizării anticoncepționalelor în țări subdezvoltate,care depinde mult de normele culturale și religioase. Incompatibilitățile generează cerințe pentru învățare și acestea trebuie să fie satisfăcute.
Complexitatea. Vor apărea confuzii în înțelegerea ideii de bază a inovatorului?
Posibilitatea de experimentare (trialability- în l. engl.) este gradul în care o inovație poate fi experimentată pe bază limitată, de către un adoptator potențial. Inovațiile care pot fi încercate (experimentate) vor fi adoptate, în general, mai rapid decât cele care nu permit aceasta.
Observabilitatea este gradul în care rezultatele unei inovații sunt vizibile pentru alții. Cu cât este mai ușor pentru alții să constate beneficiile unei inovații, cu atât mai probabil aceasta va fi adoptată. Cât de probabil este ca produsul inovativ să apară în spațiul public unde este ușor observat și studiat de utilizatori potențiali?
Difuzarea inovației  depinde și de alte condiții externe sau sociale; de exemplu, când difuzarea Internetului de bandă largă a început să se extindă în Coreea, cererea pentru aplicații înrudite a început de asemenea să crească.

## Clasificarea adoptatorilor
Adoptarea unei inovații este strâns legată de tipurile de adoptatori. Rogers (1962, 2005, op.cit.) a elaborat "Teoria inovativității individuale" care susține că persoanele predispuse a fi inovatori vor adopta inovațiile mai devreme decât cele care sunt mai puțin predispuse. In cadrul acestei teorii, E.M. Rogers urmând lucrarea clasică a cercetătorilor Ryan și Gross (1943) asupra difuzării și adoptării seminței de porumb hibrid în Yowa, a propus o schemă de clasificare a adoptatorilor de inovații în cinci categorii: inovatori, adoptatori timpurii, majoritatea timpurie, majoritatea târzie, adoptatorii lenți (retrograzi).
Difuzarea unei inovații în sistemul social este descrisă, de obicei printr-o "curbă în S", în coordonatele "procent de utilizatori finali-perioada de timp". În perioada inițială, rata de adoptare a inovației este redusă, iar adoptarea este limitată la așa-numiții inovatori, care au capacitatea de a înțelege și aplica cunoștințe complexe. Acești inovatori aduc inovația în sistemul social, acceptă riscurile noii inovații, au un contact strâns cu sursele științifice și interacționează cu alți inovatori.
Adoptatorii timpurii sunt următorii care adoptă inovația, după ce o evaluează; aceștia difuzează inovația în sistem. Adoptatorii timpurii utilizează datele furnizate prin implementarea și confirmarea inovației de către inovatori, pentru a lua propriile decizii de adoptare.
Majoritatea timpurie este reprezentată de adoptatori folosiți ca lideri de opinie de alți adoptatori potențiali; utilizează inovația după o perioadă variabilă de timp, sunt mai lenți în procesul de adoptare.
Majoritatea târzie adoptă noile produse inovative din necesitate economică sau sub presiunea rivalilor, cu un anumit grad de scepticism și după ce majoritatea societății a adoptat noile produse.
Adoptatorii lenți  sunt ultimii care adoptă inovația. Aceștia amână adoptarea, uneori cu câțiva ani de la introducerea inițială, pentru a fi siguri că inovația nu va fi un eșec, înainte de a o adopta. Acești ultimi adoptatori au venituri reduse, niveluri de educație scăzute și un statut social inferior.
Cele cinci categorii de adoptatori sunt reprezentate grafic prin "curba în S" care indică numărul cumulat de adoptatori, de la "inovatori" până la "adoptatorii lenți".
Sute de studii de marketing au încercat să ajusteze adoptarea multor produse, din multe sectoare la "curba în S". Cea mai eficientă strategie de marketing ar fi să se vândă mai întâi la adoptatorii timpurii, apoi să se consolideze difuzarea la fiecare nivel succesiv de adoptatori.
Moore (1995) a propus o schemă de clasificare similară a adoptatorilor: entuziaști tehnologici, vizionari, pragmatici, conservatori  și sceptici.

## Procesul de decizie asupra inovației
Everett M. Rogers (op. cit.) definește procesul de decizie asupra inovației ca "procesul prin care o persoană (sau altă unitate de luare a deciziei, de exemplu un grup, o societate, o economie sau o țară) trece printr-un proces de luare a deciziei asupra unei inovații". Există 5 faze ale procesului de decizie asupra inovației: 1) cunoașterea; 2) convingerea; 3) decizia; 4) implementarea; 5) confirmarea.
Cunoașterea- persoana devine conștientă că există o anumită inovație și are unele informații asupra modului de utilizare și a principiilor de funcționare. Cunoștințele asupra inovației pot fi obținute cel mai eficient prin mass media.
Convingerea (persuasiunea) - persoana își formează o atitudine favorabilă sau nefavorabilă asupra inovației.
Decizia- persoana se angajează în activități care conduc la opțiunea de a adopta sau, dimpotrivă, de a respinge inovația.
Implementarea- în această fază persoana utilizează inovația.
Confirmarea- persoana evaluează rezultatele deciziei luate asupra inovației.
Luarea deciziei asupra inovației se face printr-o analiză cost/beneficiu, în care obstacolul major este incertitudinea. Noutatea și nefamiliarizarea cu inovația se resfrâng asupra analizei cost/beneficiu printr-o doză mare de incertitudine. Oamenii vor adopta inovația dacă se vor convinge că aceasta își va dovedi utilitatea.

## Modele de difuzare a inovațiilor
Modelul de difuzare a unei inovații va depinde, în practică, de interacțiunea factorilor legați de cerere și ofertă. Modelele legate de cerere, îndeosebi statistice sunt: modelul "epidemic"; modelul Bass; modelul Probit ; modelul Bayesian.
In categoria modelelor de difuzare legate de ofertă se includ îndeosebi modele sociologice cum sunt: modele de adecvanță, modele de diseminare, modele de utilizare, modele de comunicare.
Modelul "epidemic" este cel mai timpuriu și se bazează pe teoria că informația asupra unui nou produs este răspândită de la un consumator la altul prin contact personal cu adoptatori precedenți, într-un model care este matematic similar cu răspândirea unei boli (prin contagiune epidemică).
Fiecare consumator potențial află despre noul produs de la "vecinul" său, care este un utilizator curent, de aceea cu trecerea timpului tot mai mulți oameni adoptă produsul în timpul unei perioade, ceea ce duce la creșterea ratei de adoptare ("rata de infectare"). Apoi, piața devine  eventual saturată și rata descrește din nou. Aceste evoluții vor genera o "curbă în S" pentru rata de difuzare. Numărul de adoptatori timpurii este folosit în mod normal  pentru a planifica volumul maxim de vânzări, precum și nivelurile volumelor de vânzări (ale noilor produse) în timp. Acest model sugerează că accentul trebuie să se pună pe comunicarea (dintr-o sursă centrală sau orală) între adoptatorii potențiali și cei existenți, pe asigurarea unor informații tehnice și economice clare asupra noilor produse. Modelul epidemic este construit pe premiza că ceea ce limitează viteza de utilizare a inovației este lipsa de informații disponibile asupra noii tehnologii, asupra modului de folosire și a modului cum funcționează aceasta.
Ecuația funcției de difuzare, în ipoteza unui proces de difuzare pe cale orală a informațiilor, are expresia :
y(t)=N{1+φ exp[-kt]}−1
în care: k≡βN și φ≡(N-y(0))/y(0), unde N este numărul de utilizatori potențiali ai noii tehnologii, iar y(0) este numărul de utilizatori inițiali. Această ecuație este expresia funcției logistice, iar reprezentarea sa grafică este  o curbă în S. Valori mai mici ale probabilității β înseamnă valori mai mici ale factorului k (pentru o populație dată, N) și prin urmare, o difuzare mai lentă. Totuși, este de menționat că rareori se întâlnesc curbe în S simetrice, în difuzarea reală a noilor tehnologii (Geroski, op. cit.). În aproape toate cazurile, ultimele faze ale difuzării apar mult mai lent decât ar fi prezis de o curbă în S simetrică.
Modelul Bass de difuzare a fost dezvoltat de Frank M.Bass (1969) și este utilizat pentru analiza pieței și prognoza cererii pentru noile produse/tehnologii. Modelul Bass a fost inițial publicat în 1963 de profesorul Frank M. Bass ca o secțiune a altui articol. Secțiunea inititulată "An Imitation Model" (Un model de imitare) a inclus o deducție matematică completă a modelului pe baza ipotezelor asupra dimensiunii pieței și a comportamentului inovatorilor și imitatorilor. Dovezi empirice în sprijinul modelului au fost aduse în articolul autorului din 1969. Modelul Bass a fost apoi retipărit în revista Management Science din decembrie 2004.
Modelul Bass presupune că adoptatorii potențiali ai unei inovații sunt influențați de două mijloace de comunicare: mass media și comunicarea orală. Canalele de comunicare prin mass media includ radio, televiziune, ziare, reviste. Comunicarea orală are loc prin legătura "față în față" a două sau mai multe persoane. Bass a considerat că adoptatorii inovației cuprind două grupuri diferite. Un grup este influențat exclusiv de comunicarea prin mass media (influența externă). Bass a denumit acest prim grup de adoptatori prin termenul inovatori; aceștia adoptă inovația fără să fie influențați de deciziile altor persoane din sistemul social. Al doilea grup, influențat numai prin comunicare orală (influență internă), a fost denumit imitatori, aceștia sunt influențați în ceea ce privește adoptarea inovației de numărul adoptatorilor precedenți din sistemul social. Pentru inovatori și imitatori se estimează rate diferite de adoptare a tehnologiilor noi.
Principiul modelului Bass  este dat de expresia matematică:
f(t)/[1-F(t)] = p + (q/M)F(t)
în care: f(t) este funcția densității de probabilitate (indică rata cu care probabilitatea adoptării variază în timpul t); F(t)- fracțiunea cumulată de adoptatori la timpul t; p- coeficient de inovare (denumit și "parametru de influență externă"); q- coeficient de imitare care reflectă influența adoptatorilor anteriori (denumit și "parametru de influență internă"); M- număr total de adoptatori potențiali (piața potențială). O adoptare este considerată prima cumpărare a unui produs (inclusiv serviciile) sau prima utilizare a unei inovații. In ecuația de mai sus, t reprezintă timpul de la lansarea produsului pe piață. Modelul Bass presupune că M este constant, însă în practică, M variază  deseori lent. Coeficientul de inovare p are valoarea medie 0,02,deseori mai mic de 0,01, iar coeficientul de imitare q are valoarea medie de 0,38, fiind de regulă cuprins în domeniul 0,3...0,5, însă aceste valori vor varia în funcție de situație.
Bass, Krishnan și Jain (1994) au propus un model Bass generalizat de difuzare care încorporează efectele variabilelor mixului de marketing (preț și reclamă) asupra probabilității de adoptare.
Modelul Bass este cel mai larg aplicat model de difuzare a produselor. Acest model a fost testat în multe industrii și cu multe produse noi (inclusiv servicii) precum și tehnologii noi.
Modelul Probit de difuzare consideră o abordare mai sofisticată a populației de adoptatori potențiali. Acest model examinează nu difuzarea cumulată, ci difuzarea pentru firme (sau persoane) individuale. Premiza acestui model este presupunerea că fiecare firmă își fixează un prag de rentabilitate. Atunci când profitabilitatea unei noi tehnologii este sub pragul de profitabilitate, firma nu va adopta noua tehnologie. Dacă profitabilitatea (beneficiul) se ridică deasupra acestui prag definit intern, firma va opta să adopte noua tehnologie. Curba în S în acest model este determinată de schimbarea profitabilității tehnologiei particulare și de modificările de către firmă ale pragului de adoptare, pe măsură ce devin disponibile mai multe informații despre tehnologie.
În modelul Probit, adoptatorii potențiali întârzie adoptarea tehnologiei noi până când beneficiile devin suficiente.
Modelul Bayesian de difuzie introduce lipsa de informații ca o restricție pentru difuzare. Adoptatorii potențiali admit că dețin opinii diferite referitoare la valoarea inovației, pe care le pot revizui pe baza rezultatelor încercărilor efectuate pentru a testa inovația. Deoarece aceste încercări sunt private, imitarea nu poate avea loc și alți adoptatori potențiali nu pot beneficia de o "învățare" din aceste încercări.
Alegerea între cele patru modele va depinde de caracteristicile inovației și de natura adoptatorilor potențiali. Modelul "epidemic" simplu pare să ofere o bună concordanță cu noile procese, tehnici și proceduri, pe când modelul Bass pare să fie mai bine adaptat la difuzarea produselor de consum. Totuși, structura matematică a modelelor "epidemic" și Bass tinde să exagereze importanța diferențelor dintre caracteristicile adoptatorilor, însă tinde să subestimeze efectul factorilor ofertei. În general, aceste două modele de difuzare se confirmă cel mai bine acolo unde piața potențială totală este cunoscută, adică pentru derivate ale produselor și serviciilor existente, mai degrabă decât pentru inovații complet noi.
Toate modelele legate de cerere au unele limitări,enumerate în continuare. Adoptatorii sunt considerați a fi relativ omogeni, în afară de unele diferențe în ceea ce privește valorile de prag. Populația de adoptatori potențiali și inovația sunt presupuse a fi aceleași la începutul și sfârșitul perioadei de difuzare. Totuși, cercetările au arătat că multe inovații se modifică în decursul difuzării și că inovația afectează populația potențială de adoptatori, iar acest fapt, la rândul său, poate conduce la modificări ulterioare ale inovației.
Tehnologiile disruptive (care "distrug" tehnologiile existente) pot schimba radical pattern-ul de difuzare pentru tehnologia stabilită, prin inițierea unor curbe în S concurente, diferite. Trebuie să se observe că datele din toate modelele analitice de difuzare sunt în esență numai predicții ale unor modele conduse de setul inițial de ipoteze. De exemplu, o nouă tehnologie ar putea fi afectată de tehnologii concurente sau de o prăbușire economică generală (recesiune) care ar putea conduce la o adoptare inferioară față de cea mai pesimistă predicție a modelului.
Aceste modele se concentrează aproape exclusiv pe cererea manifestată de adoptatori în procesul de difuzare și ignoră factorii ofertei. In realitate, trebuie să fie luați în considerare atât factorii legați de cerere cât și cei dependenți de ofertă.
In contextul difuzării inovațiilor, un domeniu de cercetare care capătă o atenție sporită în economia globală este cel referitor la transferul tehnologic internațional. Literatura în acest domeniu este concentrată pe identificarea mecanismelor prin care tehnologiile difuzează din țările mai dezvoltate spre cele mai puțin dezvoltate. Analiza este condusă la nivel agregat, mai degrabă decât la nivelul unui decident individual. Difuzarea tehnologiilor, a inovațiilor de produse și servicii este o sursă importantă de dezvoltare economică și socială.
Modele de difuzare prin rețele sociale. Thomas Valente (1995) a elaborat modele de difuzare a inovațiilor bazate pe rețele sociale. In aceste modele, se consideră că persoanele adoptă inovațiile pe baza relațiilor directe cu alții din sistemul social. Contactele interpersonale în procesul de difuzare, constând în comunicarea interpersonală, sunt studiate prin analiza rețelelor sociale. O rețea socială  este un pattern al prieteniei, sfaturilor, comunicării sau sprijinului care există între membrii unui sistem social. Influența interpersonală prin rețele sociale este mecanismul dominant pentru difuzarea inovațiilor.
Analiza rețelelor este o teorie și un set de tehnici utilizate pentru a descrie relațiile dintre persoane sau alte unități, ca de exemplu organizații, state sau națiuni. Rețelele sociale sunt cel mai des utilizate pentru a reprezenta cine cunoaște pe cine sau cine discută cu cine într-o comunitate sau organizație, pentru a arăta cum influențează aceste relații comportarea umană. Analiza rețelelor permite cercetătorilor să localizeze persoanele care sunt mai centrale într-o comunitate și astfel sunt mai influente. Modelul de difuzare a inovațiilor prin rețele sociale utilizează aceste persoane sau lideri de opinie pentru a iniția difuzarea unei noi idei sau noi practici. Liderii de opinie au fost definiți ca fiind acele persoane care dispun de cel mai mare număr de nominalizări în cadrul comunității și care au o influență semnificativă asupra ratei de adoptare (a inovațiilor). Liderii de opinie sunt considerați ca experți pe anumite subiecte, ei își exercită influența prin autoritatea și statutul lor, îi influențează pe cei din jurul lor, ceea ce poate conduce la decizii, opțiuni și schimbări de opinii printre cei cu care sunt în contact. Acești lideri de opinie pot funcționa ca și campioni ai noii practici și pot accelera procesul de difuzare..
Valente (1995) definește un prag de adoptare în rețeaua socială ca "proporția de oameni din sistemul social, adoptatori ai inovației, necesară înainte ca un individ să dorească să procedeze la fel". Adoptarea unei noi comportări colective de către un individ este o funcție de comportarea celorlalți din sistemul social. Indivizii cu praguri joase se angajează în comportarea colectivă înaintea multor semeni, pe când persoanele cu praguri înalte procedează astfel numai după ce majoritatea grupului s-a angajat în comportarea colectivă. Persoanele au praguri de adoptare diferite, ceea ce constituie o cauză  pentru variația timpilor de adoptare și deci o cauză pentru variația ratei de adoptare conform "curbei în S". O dificultate în aplicarea conceptului de prag de adoptare pentru comportarea colectivă este aceea că persoanele pot să nu monitorizeze precis comportarea în adoptare a oricărui altul din sistemul social. Acest fapt este adevărat pentru inovațiile care nu sunt direct observabile, ca de exemplu planificarea familială  sau reciclarea ziarelor sau opinii referitoare la o anumită problemă. Altă dificultate în aplicarea conceptului de prag al comportării colective la adoptarea inovațiilor este acela că inovațiile sunt deseori incerte, ambigue și riscante. Incertitudinea și riscul percepute determină persoanele să se adreseze celor care au o experiență anterioară asupra inovației, pentru a afla cât costă și cât este de eficientă. Modelul pragului de adoptare în rețele sociale poate fi aplicat și la alte situații, de exemplu la formarea opiniilor, comportarea colectivă etc.
Deseori influența interpersonală a prietenilor și cunoștințelor conduce la adoptarea inovației. Astfel, Elihu Katz (1957) a emis ipoteza că ideile se transmit de la radio și presa tipărită la liderii de opinie, iar în al doilea pas de la aceștia la secțiuni mai puțin active ale populației, într-un flux de comunicare în doi pași. Pragurile rețelelor sociale permit specificația acestui flux în doi pași, postulând că liderii de opinie sunt acele persoane cu praguri de adoptare mai scăzute care îi influențează pe cei cu praguri mai înalte să adopte inovația.
O analiză sistematică a inovațiilor din organizații de servicii a fost efectuată de Trisha Greenhalgh et al.(2004)